# Seven Femenino de los Países Bajos 2013
El Seven Femenino de los Países Bajos de 2013 fue la novena edición del torneo de rugby 7, fue el cuarto y último torneo de la Serie Mundial Femenina de Rugby 7 2012-13.
Se disputó en el NRCA Stadium de Ámsterdam.

## Fase de grupos

### Grupo A
| Equipo        | Encuentros | Encuentros | Encuentros | Encuentros | Tantos  | Tantos    | Tantos     | Puntos |
| Equipo        | jugados    | ganados    | empatados  | perdidos   | a favor | en contra | diferencia | Puntos |
| ------------- | ---------- | ---------- | ---------- | ---------- | ------- | --------- | ---------- | ------ |
| Nueva Zelanda | 3          | 3          | 0          | 0          | 56      | 5         | +51        | 9      |
| Rusia         | 3          | 2          | 0          | 1          | 58      | 17        | +41        | 7      |
| Países Bajos  | 3          | 1          | 0          | 2          | 19      | 37        | –18        | 5      |
| China         | 3          | 0          | 0          | 3          | 0       | 74        | –74        | 3      |

### Grupo B
| Equipo     | Encuentros | Encuentros | Encuentros | Encuentros | Tantos  | Tantos    | Tantos     | Puntos |
| Equipo     | jugados    | ganados    | empatados  | perdidos   | a favor | en contra | diferencia | Puntos |
| ---------- | ---------- | ---------- | ---------- | ---------- | ------- | --------- | ---------- | ------ |
| Inglaterra | 3          | 3          | 0          | 0          | 43      | 19        | +24        | 9      |
| Francia    | 3          | 2          | 0          | 1          | 27      | 31        | -4         | 7      |
| Canadá     | 3          | 1          | 0          | 2          | 43      | 29        | +14        | 5      |
| Sudáfrica  | 3          | 0          | 0          | 3          | 33      | 67        | –34        | 3      |

### Grupo C
| Equipo         | Encuentros | Encuentros | Encuentros | Encuentros | Tantos  | Tantos    | Tantos     | Puntos |
| Equipo         | jugados    | ganados    | empatados  | perdidos   | a favor | en contra | diferencia | Puntos |
| -------------- | ---------- | ---------- | ---------- | ---------- | ------- | --------- | ---------- | ------ |
| Estados Unidos | 3          | 3          | 0          | 0          | 51      | 10        | +41        | 9      |
| Australia      | 3          | 2          | 0          | 1          | 60      | 15        | +45        | 7      |
| España         | 3          | 1          | 0          | 2          | 36      | 48        | –12        | 5      |
| Brasil         | 3          | 0          | 0          | 3          | 0       | 74        | –74        | 3      |

## Fase Final

### Copa de oro
|  | Cuartos de final | Cuartos de final | Cuartos de final |        |               | Semifinales   | Semifinales | Semifinales |       |               | Copa          | Copa         | Copa |  |
|  |                  |                  |                  |        |               |               |             |             |       |               |               |              |      |  |
|  |                  |                  |                  |        |               |               |             |             |       |               |               |              |      |  |
|  | Nueva Zelanda    | Nueva Zelanda    | 14               |        |               |               |             |             |       |               |               |              |      |  |
|  | Nueva Zelanda    | Nueva Zelanda    | 14               |        |               |               |             |             |       |               |               |              |      |  |
|  | España           | España           | 5                |        |               |               |             |             |       |               |               |              |      |  |
|  | España           | España           | 5                |        | Nueva Zelanda | Nueva Zelanda | 24          |             |       |               |               |              |      |  |
|  |                  |                  |                  |        | Nueva Zelanda | Nueva Zelanda | 24          |             |       |               |               |              |      |  |
|  |                  |                  | Rusia            | Rusia  | 10            |               |             |             |       |               |               |              |      |  |
|  | Rusia            | Rusia            | Rusia            | Rusia  | 10            | 19            |             |             |       |               |               |              |      |  |
|  | Rusia            | Rusia            |                  |        |               |               |             |             |       |               |               |              |      |  |
|  | Australia        | Australia        | 10               |        |               |               |             |             |       |               |               |              |      |  |
|  | Australia        | Australia        | 10               |        |               |               |             |             |       | Nueva Zelanda | Nueva Zelanda | 33           |      |  |
|  |                  |                  |                  |        |               |               |             |             |       | Nueva Zelanda | Nueva Zelanda | 33           |      |  |
|  |                  |                  | Canadá           | Canadá | 24            |               |             |             |       |               |               |              |      |  |
|  | Inglaterra       | Inglaterra       | Canadá           | Canadá | 24            | 19            |             |             |       |               |               |              |      |  |
|  | Inglaterra       | Inglaterra       |                  |        |               |               |             |             |       |               |               |              |      |  |
|  | Francia          | Francia          | 0                |        |               |               |             |             |       |               |               |              |      |  |
|  | Francia          | Francia          | 0                |        | Inglaterra    | Inglaterra    | 7           |             |       | Tercer lugar  | Tercer lugar  | Tercer lugar |      |  |
|  |                  |                  |                  |        | Inglaterra    | Inglaterra    | 7           |             |       | Tercer lugar  | Tercer lugar  | Tercer lugar |      |  |
|  |                  |                  | Canadá           | Canadá | 12            |               |             |             |       |               |               |              |      |  |
|  | Canadá           | Canadá           | Canadá           | Canadá | 12            | 19            |             |             | Rusia | Rusia         | 26            |              |      |  |
|  | Canadá           | Canadá           |                  |        |               |               |             |             | Rusia | Rusia         | 26            |              |      |  |
|  | Estados Unidos   | Estados Unidos   | 5                |        |               |               |             |             |       |               | Inglaterra    | Inglaterra   | 5    |  |
|  | Estados Unidos   | Estados Unidos   | 5                |        |               |               |             |             |       |               | Inglaterra    | Inglaterra   | 5    |  |
|  |                  |                  |                  |        |               |               |             |             |       |               |               |              |      |  |

| Bandera de Nueva Zelanda |
| Campeón Nueva Zelanda    |
| 3º título del circuito   |